# System klasyfikacji Royal Navy

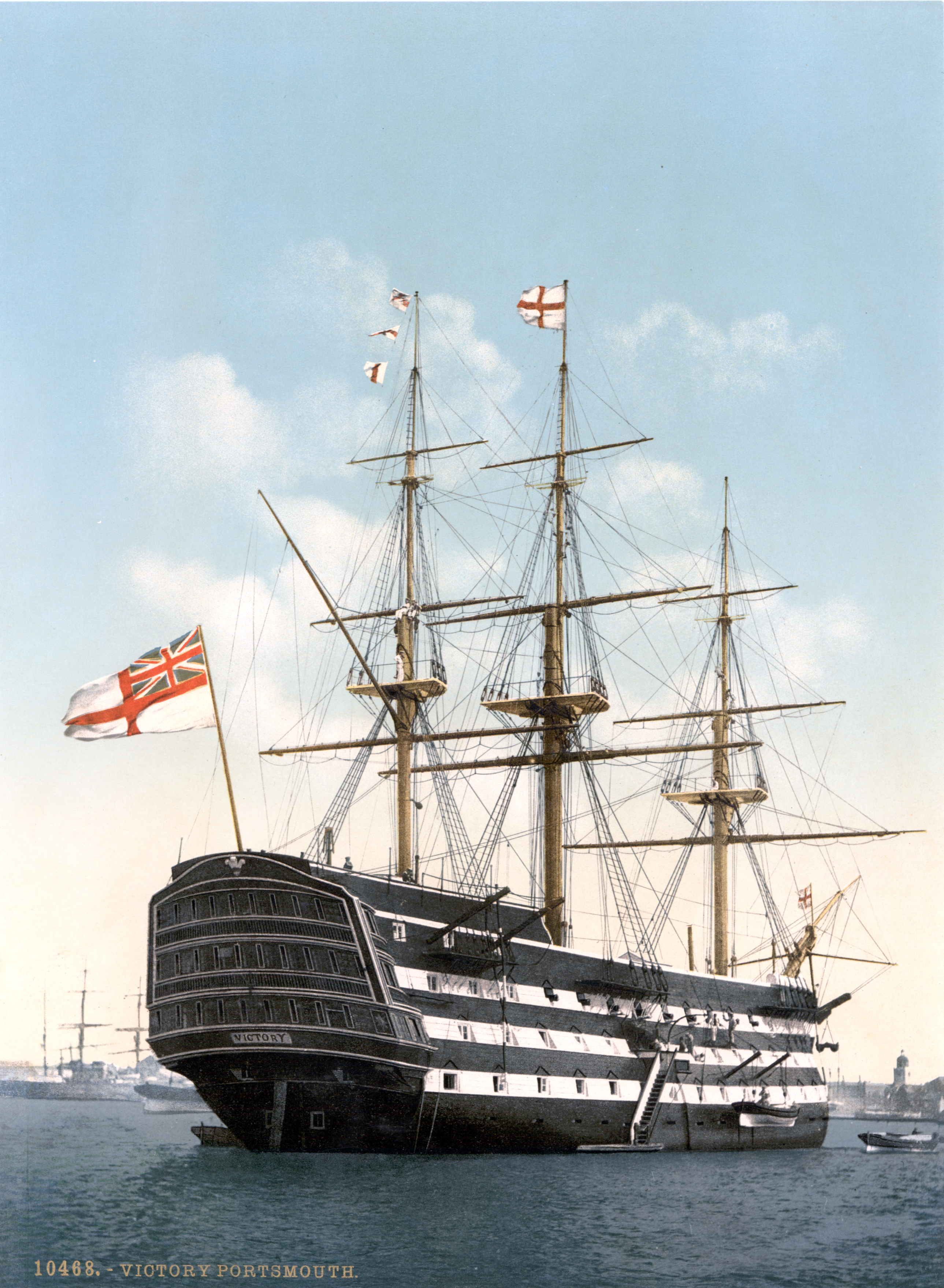
HMS „Victory” (1765), okręt liniowy Royal Navy I rangi

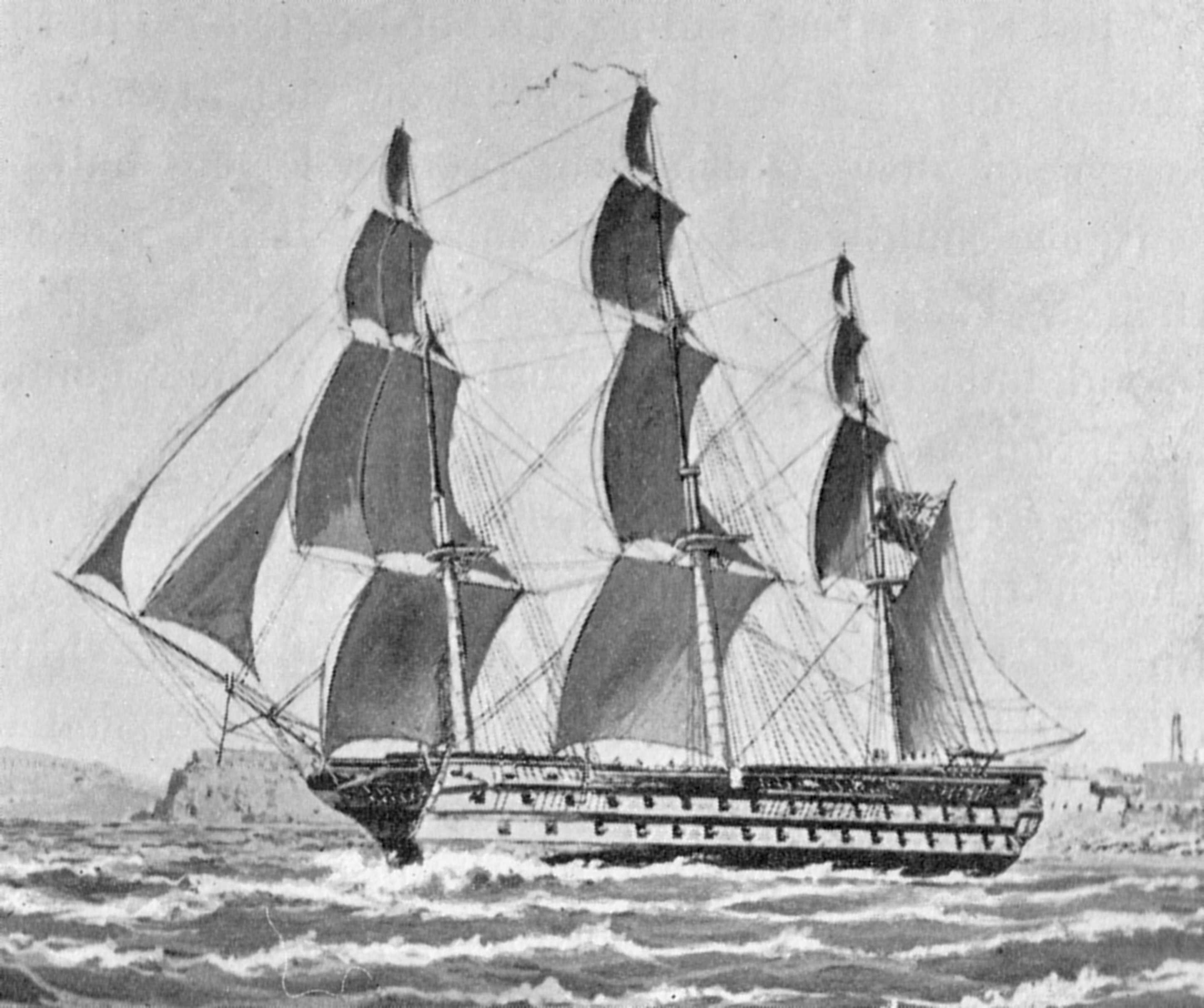
HMS „Vengeance” (1824), okręt liniowy Royal Navy II rangi

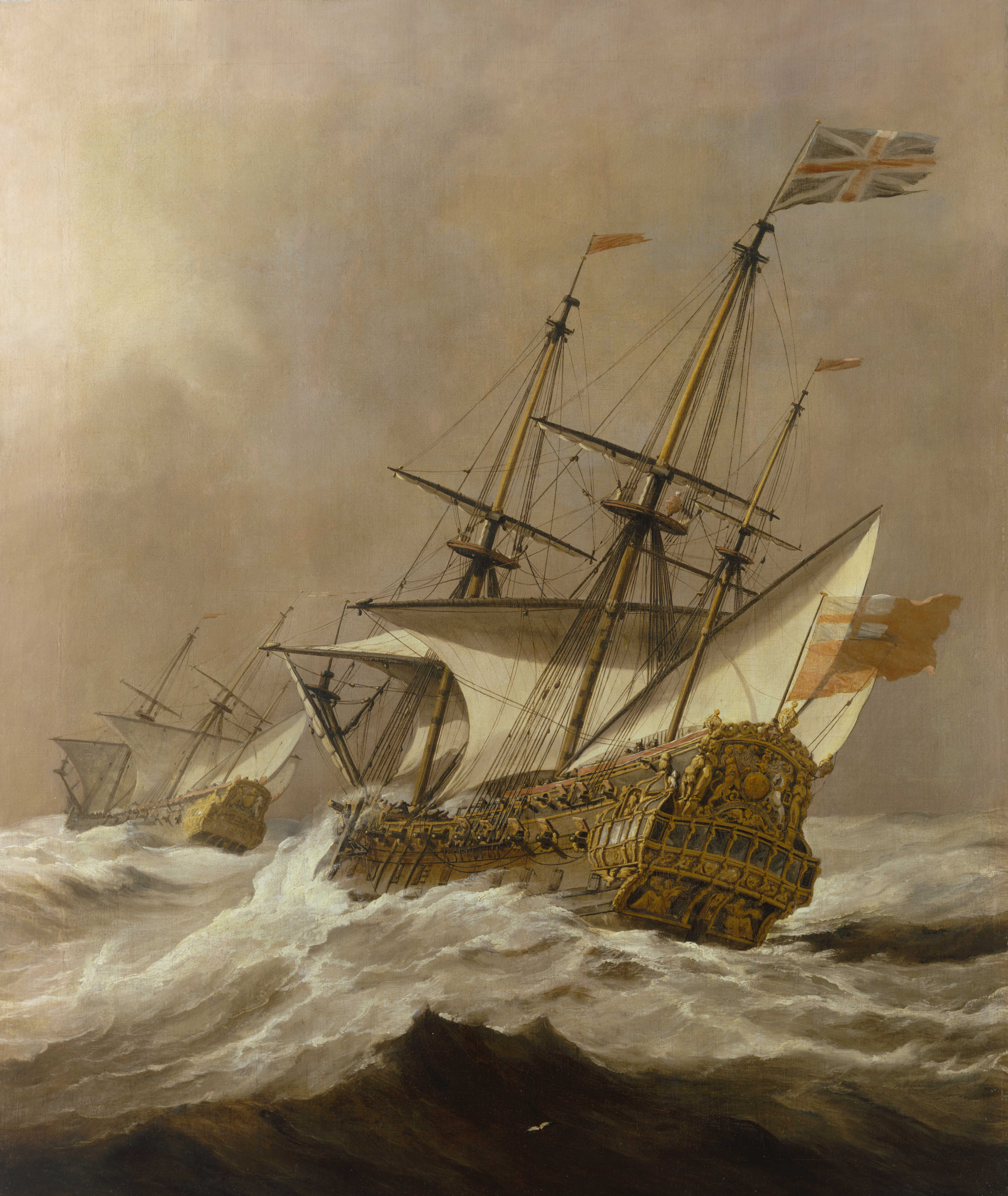
HMS „Resolution” (1667), okręt liniowy Royal Navy III rangi, obraz Willema van de Velde (młodszego), ok. 1678

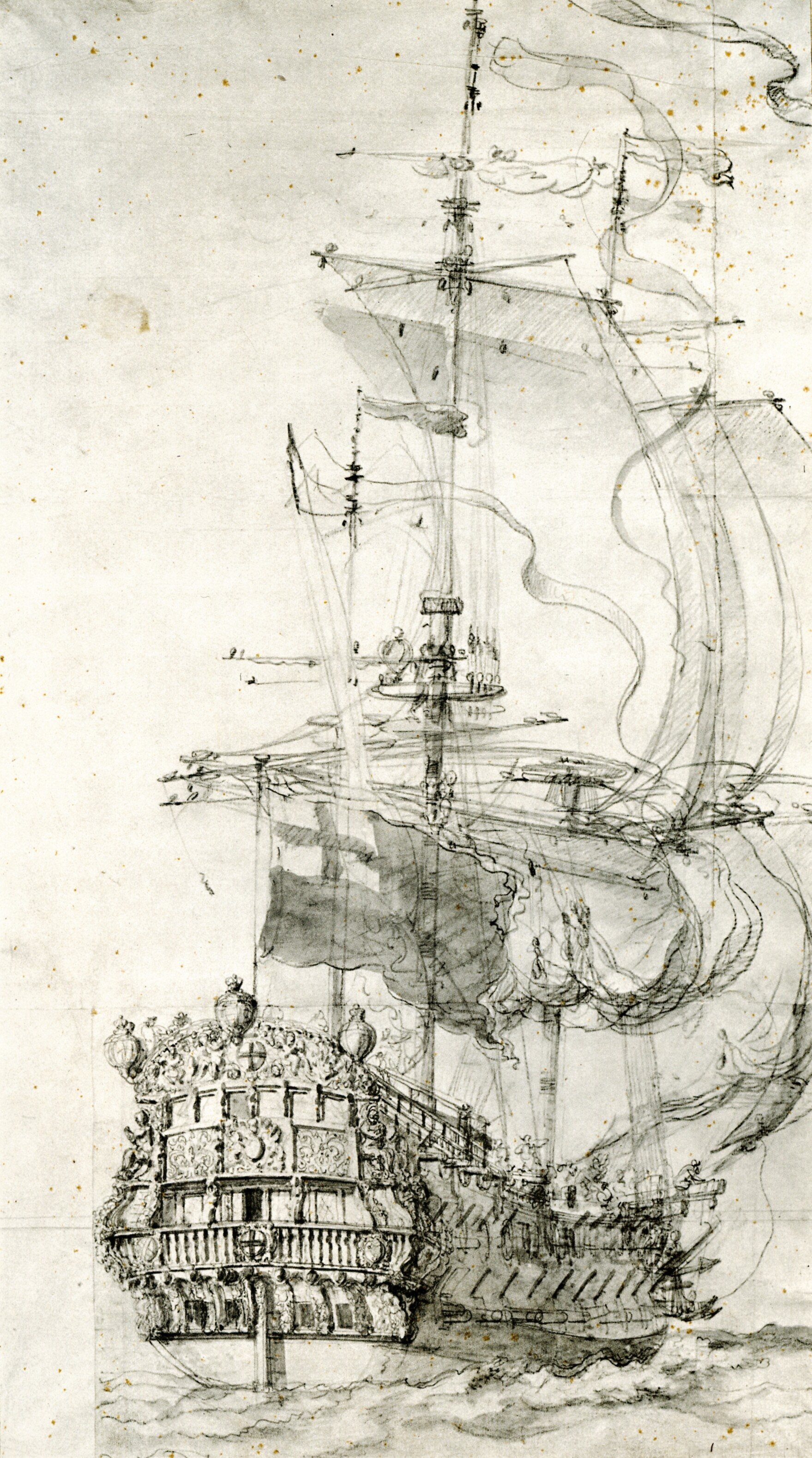
HMS „Mordaunt” (1681), okręt liniowy Royal Navy IV rangi, rysunek Willema van de Velde (młodszego)

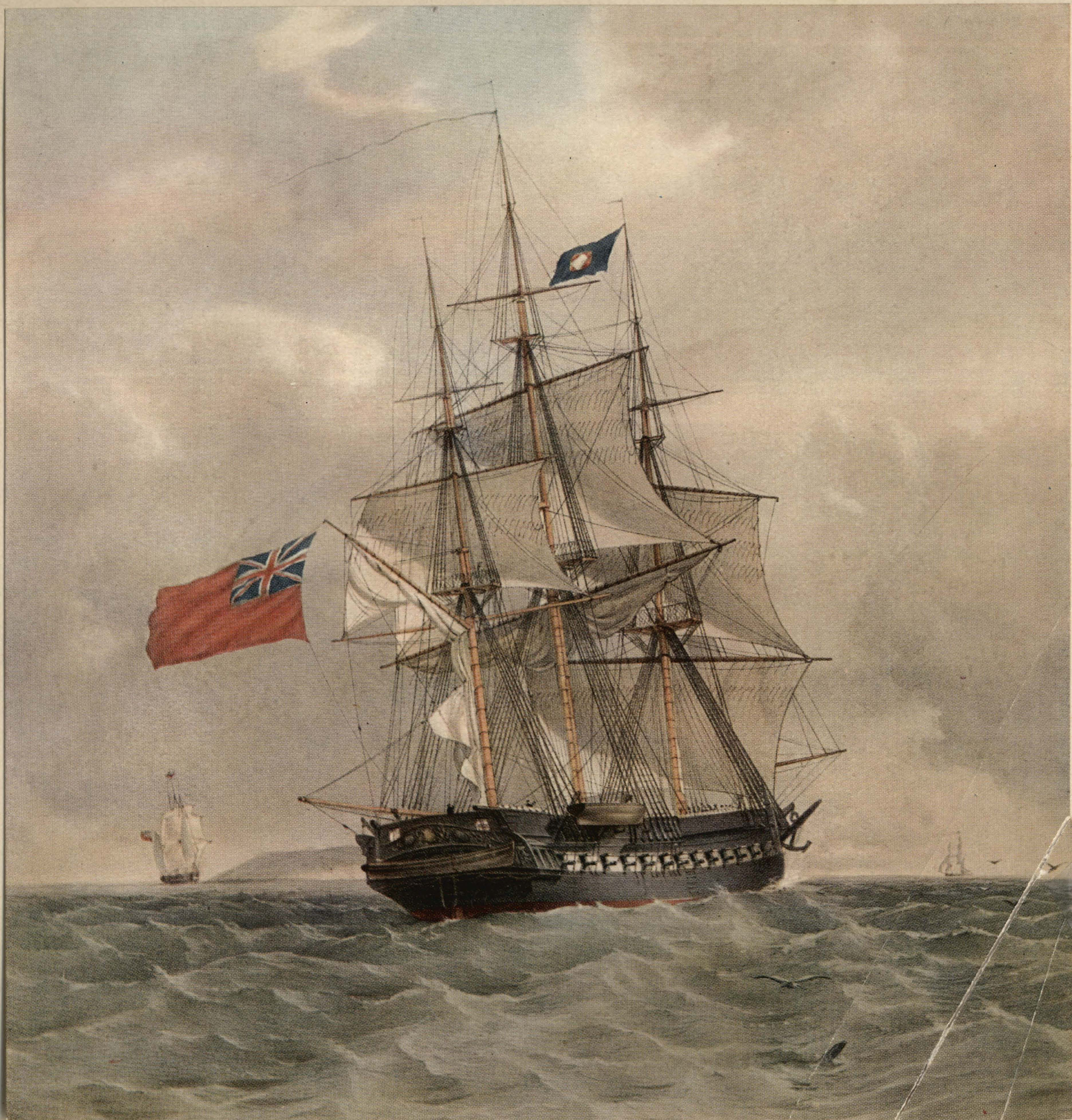
HMS „Pomone” (1805), okręt Royal Navy V rangi (fregata)

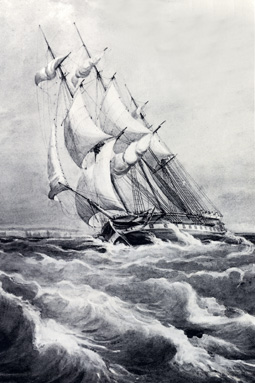
HMS „Rattlesnake” (1822), okręt Royal Navy VI rangi (fregata)

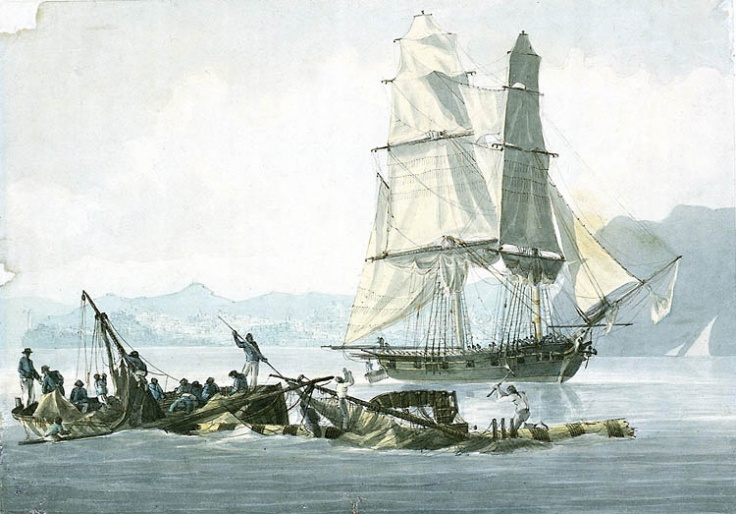
HMS „Speedy” (1782), nieklasyfikowany okręt Royal Navy (slup wojenny)

System klasyfikacji Royal Navy odnosił się do dawnych żaglowych okrętów wojennych, od momentu rozwoju taktyki liniowej dotyczył on przede wszystkim okrętów liniowych. Obejmował okręty, które grupowane były według jednolitych rang (ang. rate), mające (w zależności od okresu) podobne parametry (liczba dział, wielkość załogi, wyporność). Stosowany był od początku XVII wieku do połowy XIX wieku, czyli do końca „epoki żagla”.

## Początki
Pierwsze próby klasyfikacji okrętów dotyczyły wyróżnienia największych oraz reprezentacyjnych jednostek floty, określanych mianem Great Ships (ang. wielkie statki), do których zaliczano wielkie karaki z czasów pierwszych Tudorów – „Regent”, „Mary Rose” (a nawet wcześniejsze – „Grace Dieu”, zbudowany w 1418 roku). Okręty te wyodrębniano na podstawie liczby załogi i ich wielkości. Wraz z rozwojem w Anglii w epoce elżbietańskiej galeonów floty królewskiej, nie stosowano dla nich określenia Great Ship, gdyż były to jednostki mniejsze od karak, ale dobrze żeglujące i silnie uzbrojone (np. „Revenge”, „Vanguard”).
Na początku XVII wieku, około 1604 roku, w okresie panowania króla Jakuba I, pogrupowano okręty wojenne na cztery kategorie. Klasyfikacji tej podlegały wszystkie nowo budowane, jak i modernizowane okręty. Głównym parametrem tej klasyfikacji była liczba załogi, którą posiadał dany okręt. Wyróżniano wówczas następujące kategorie:
- Royal Ships („królewskie okręty”), np. „Prince Royal”, wybudowany w 1610
- Great Ships („wielkie okręty”)
- Middling Ships („średnie okręty”)
- Small Ships („małe okręty”)

W roku 1626, na początku panowania króla Karola I, dokonano innego podziału okrętów wojennych, nadając im odpowiednie rangi:
- Royal Ships – zamieniono na okręty I rangi, np. „Sovereign of the Seas” zbudowany w 1637 roku
- Great Ships – zamieniono na okręty II rangi
- Middling Ships – zamieniono na okręty III rangi
- Small Ships – zamieniono na okręty IV rangi, później dodano jeszcze do tej kategorii V rangę oraz VI rangę

Podobnie jak poprzednio, podział ten oparty był na liczbie załogi okrętu. Podział ten obowiązywał również w czasie Republiki Angielskiej (Commonwealth of England, 1649–1660), dlatego np. w III randze klasyfikowano duże fregaty typu „Speaker” z 1650 roku, podczas gdy później w epoce flot liniowych rangi od I do IV zostały zarezerwowane tylko dla okrętów liniowych. Decydującego znaczenia nabrała liczba dział przenoszonych przez okręt, która umożliwiała umiejscowienie jednostki w szyku liniowym floty, co dokonało się w czasach Restauracji Stuartów.
W 1677 roku miała miejsce, przygotowana przez urzędnika Admiralicji Samuela Pepysa, reforma administracyjna i wojskowa Royal Navy. Ustalono wówczas wytyczne, które musiał spełniać okręt, by walczyć w szyku liniowym. Nowe podziały określono jako „uroczyste, uniwersalne i niezmienne”. I chociaż zostały one zaktualizowane w XVIII i na początku XIX wieku, to pozostały w zasadzie niezmienione do końca „epoki żagla”. Wyróżniano następujące rangi okrętów:

## I ranga
Zaliczano tu największe, mające trzy pokłady działowe okręty liniowe, przenoszące 90–100 dział (w XVIII wieku zwiększono wymagania do 100–120 dział). W XVIII wieku osiągały powyżej 2500 ton wyporności i miały 850–950 członków załogi (niektóre nawet ponad 1000). Były to reprezentacyjne okręty floty, często mające bogate zdobienia i dekoracje (zwłaszcza w epoce baroku), zarezerwowane dla dowódców floty (w XVII wieku nawet z królewskiego rodu, jak książę Yorku, późniejszy król Jakub II). Okręty te były niezwykle kosztowne w budowie i eksploatacji, dlatego budowano ich niewiele, większość czasu w okresie pokojowym spędzały w rezerwie, stojąc na kotwicy w porcie, pozbawione omasztowania i olinowania. Reaktywowano je tylko na czas wojny, co powodowało, że ich żywot mógł być bardzo długi. Okręty te dysponowały wielką siłą ognia, ale były powolne i mało zwrotne. W czasie bitew walczyły w centrum linii bojowej, starano się przy tym nie narażać na ich zniszczenie lub zdobycie przez wroga, gdyż miałoby to przede wszystkim skutki prestiżowe (jak parę razy zdarzyło się Anglikom w wojnach z Holendrami w XVII wieku, por. HMS Royal Charles (1655)).

## II ranga
Zaliczano tu okręty liniowe przenoszące od 90 do 98 dział na trzech pokładach działowych. W XVIII wieku osiągały wyporność ok. 2000 ton i 750 załogi. Niewiele mniejsze, ale mniej kosztowne od okrętów I rangi, służyły przede wszystkim jako okręty wiceadmiralskie. Budowano ich również niewiele, często przebudowując istniejące konstrukcje. Podobnie jak okręty I rangi większość czasu w okresie pokojowym spędzały one w rezerwie, w czasie wojny walczyły w centrum linii bojowej. Ta klasa okrętów występowała praktycznie tylko w Royal Navy, we flocie francuskiej następną rangę tworzyły silnie uzbrojone 74–80-działowe dwupokładowe okręty liniowe, dorównujące brytyjskim trzypokładowym okrętom II rangi.

## III ranga
Okręty liniowe uzbrojone w 64–80 dział, początkowo mające dwa pokłady działowe (od lat 90. XVII wieku budowano okręty trzypokładowe III rangi, do konstrukcji dwupokładowych wrócono w połowie XVIII wieku). W XVIII wieku osiągały wyporność 1300–2000 ton, 490–720 osób załogi. Okręty tej klasy stanowiły trzon bojowy Royal Navy, stanowiły najliczniejszą grupę spośród okrętów liniowych zaliczanych do rang I–IV. Stanowiły idealny kompromis między kosztami wykonania i eksploatacji, siłą ognia, prędkością i manewrowością. Intensywnie eksploatowane zarówno w czasie pokoju, jak i wojny, były „końmi roboczymi” floty.

## IV ranga
Najmniejsze okręty liniowe uzbrojone w 46–60 dział na dwóch pokładach, pozostawały w linii aż do 1756, kiedy uznano, że 50-działowe okręty są zbyt słabe, aby stanąć w szyku bojowym (musiały mieć co najmniej 60 dział). W XVIII wieku osiągały wyporność ok. 1100 ton, liczyły ok. 350 osób załogi. Nierzadko zaliczano tu stare, pozbawione części uzbrojenia okręty wyższych rang. W XVIII wieku wykorzystywane przez Royal Navy głównie na peryferyjnych obszarach walk (wojna 7-letnia z Francją w Ameryce Północnej) lub na płytkich akwenach europejskich (wody przybrzeżne Holandii). Do tej kategorii zaliczano również prywatne duże uzbrojone żaglowce handlowe typu East Indiaman, jeśli były wykorzystywane przez marynarkę wojenną.

## V ranga
Początkowo zaliczano tutaj niewielkie dwupokładowe okręty wojenne, dysponujące ok. 40 działami, zbyt małe, aby walczyć w szyku liniowym, przeznaczone do wykonywania zadań pomocniczych oraz służby w koloniach. Od połowy XVIII wieku zaliczano do tej rangi fregaty, będące, obok okrętów liniowych III rangi, podstawowymi jednostkami floty. Typowa XVIII-wieczna fregata to okręt uzbrojony w 32–44 działa na jednym pokładzie działowym, mający 700–900 ton wyporności, którego załoga liczyła 215–320 osób. Fregaty, szybkie i zwrotne, przeznaczone były do zadań krążowniczych, jak rozpoznanie, patrolowanie i zwalczanie statków wroga na liniach komunikacyjnych.

## VI ranga
W XVIII wieku kategoria ta obejmowała jednopokładowe fregaty, uzbrojone w 20–28 dział, mające 550–650 ton wyporności, z załogą liczącą 160–200 osób. Okręty tej klasy były wykorzystywane do eskorty konwojów, blokad morskich i przekazywania wiadomości.

## Okręty nieklasyfikowane
Okręty nie ujęte w powyższych rangach traktowano jako niesklasyfikowane (korwety, slupy).
Podobny (ale nie identyczny) system podziału okrętów liniowych obowiązywał również we flocie francuskiej od XVII wieku (wyróżniano tam pięć rang okrętów wojennych) oraz we flocie hiszpańskiej (rozróżniano tam cztery rangi).